# Прогресс (Город-курорт Сочи)
Прогресс — село в Хостинском районе муниципального образования город-курорт Сочи Краснодарского края России. Входит в состав Раздольского сельского округа.

## География
Село расположено на горном склоне, в междуречье Мацесты и Агуры, граничит с микрорайоном Старая Мацеста. Отрезок между Старой Мацестой и селом (длиною около 2 км) занимают дачные участки.
Село протянулось вдоль его главной улицы — Юбилейной.
Село находится в очень благоприятном с точки зрения экологии месте. На границе села расположен лесной массив, русло реки Агура. С вершины склона открывается живописный вид на море и горы.

## История
Согласно Закону Краснодарского края от 1 апреля 2004 года № 679-КЗ село Прогресс вошло в состав образованного муниципального образования город-курорт Сочи.

## Население
| 2002 | 2010  |
| ---- | ----- |
| 1562 | ↗1608 |

Согласно результатам переписи 2002 года, в национальной структуре населения армяне составляли 67 %, русские	27 %.

## Инфраструктура
Инфраструктура села: средняя школа № 57 (при ней создана универсальная детская спортплощадка), акушерско-фельдшерский пункт, почтовое отделение, библиотека, Дом культуры.
Ближайшие дошкольные учреждения, а также милицейское отделение находятся на Старой Мацесте.
На территории населенного пункта работают три магазина, торгующие товарами повседневного спроса, в декабре 2023 года открыт магазин «Пятёрочка», пункт выдачи товаров «Озон», парикмахерская.

В селе проведен магистральный газопровод, многие дома газифицированы, есть электричество и телефонная связь, достаточно устойчиво работает беспроводной интернет и сотовая связь. Канализации и водопровода нет (жители бурят скважины и используют колодцы), однако существует проект строительства водопровода.
Большая часть застройки в Прогрессе — частные домовладения. В последние годы на окраинах возводятся коттеджи, одни из которых сдаются, другие приобретаются для отдыха на время курортного сезона покупателями из других регионов.
Развит туризм.

## Транспорт
Остановка автобусного маршрута 121 (на декабрь 2019). Транспортное сообщения с городом осуществляется автобусами из центра Сочи (от автовокзала) до окраины села (Абазинка).
Состояние дорог на подъезде и в самом селе относительно приличное. Основная улица заасфальтирована, на ответвлениях — в основном бетонное покрытие.